# Episodi di Intervista col vampiro (prima stagione)
La prima stagione della serie televisiva Intervista col vampiro, composta da sette episodi, è stata trasmessa in prima visione negli Stati Uniti d'America sul canale AMC dal 2 ottobre al 13 novembre 2022.
In Italia la stagione è inedita.
| nº | Titolo originale                                              | Titolo italiano | Prima TV USA     | Prima TV Italia |
| -- | ------------------------------------------------------------- | --------------- | ---------------- | --------------- |
| 1  | In Throes of Increasing Wonder...                             |                 | 2 ottobre 2022   |                 |
| 2  | ...After the Phantoms of Your Former Self                     |                 | 9 ottobre 2022   |                 |
| 3  | Is My Very Nature That of a Devil                             |                 | 16 ottobre 2022  |                 |
| 4  | ...The Ruthless Pursuit of Blood with All a Child's Demanding |                 | 23 ottobre 2022  |                 |
| 5  | A Vile Hunger for Your Hammering Heart                        |                 | 30 ottobre 2022  |                 |
| 6  | Like Angels Put in Hell by God                                |                 | 6 novembre 2022  |                 |
| 7  | The Thing Lay Still                                           |                 | 13 novembre 2022 |                 |

## In Throes of Increasing Wonder...
- Titolo originale: In Throes of Increasing Wonder...
- Diretto da: Alan Taylor
- Scritto da: Rolin Jones

### Trama
Nel 2022, l'immortale vampiro Louis de Pointe du Lac invita il giornalista Daniel Molloy a Dubai per proporgli una nuova intervista sulla sua vita. Nel 1910, Louis, proprietario di un bordello di successo a New Orleans, fa amicizia con il misterioso e affascinante francese Lestat de Lioncourt. Louis, gravato dalla disapprovazione del suo tormentato fratello minore Paul e dai limiti che gli sono stati imposti come uomo di colore, lotta con la sua crescente attrazione per lo sgargiante e sbarazzino Lestat. Quando Louis e Lestat finalmente consumano la loro relazione, Louis è sopraffatto dagli intensi sentimenti provocati dal "piccolo sorso" del suo sangue a Lestat, giurando di non rivederlo mai più. Quando suo fratello Paul salta giù dal tetto suicidandosi, Louis ne rimane devastato, in più, viene torturato da sua madre, che lo incolpa del suicidio di Paul, è anche disperato per le continue avances di Lestat. Decide così di raccontare i suoi numerosi peccati in un confessionale della chiesa per avere il perdono, ma Lestat arriva e massacra tutti i sacerdoti. Il vampiro offre a Louis una via di fuga dai guai della sua vita mortale e, con il consenso di Louis, Lestat lo rende un immortale.

## ...After the Phantoms of Your Former Self
- Titolo originale: ...After the Phantoms of Your Former Self
- Diretto da: Alan Taylor
- Scritto da: Jonathan Ceniceroz & Dave Harris

### Trama
Lestat inizia a insegnare a Louis come cacciare le prede e usare i suoi nuovi poteri , ma sebbene sia desideroso di nutrirsi, Louis non è un assassino spietato come il suo mentore. Sei anni dopo, Louis e Lestat hanno acquistato il Fair Play Saloon e lo hanno ribattezzato Azalea Hall, ma Louis lotta ancora con la sua nuova vita. Una visita a casa attesa da tempo e la tentazione di bere il sangue del nipote neonato ricordano dolorosamente a Louis che non è più umano. Tuttavia, non può abbracciare completamente la crudeltà casuale e il disprezzo per la vita umana che Lestat esibisce.

## Is My Very Nature That of a Devil
- Titolo originale: Is My Very Nature That of a Devil
- Diretto da: Keith Powell
- Scritto da: Rolin Jones & Hannah Moscovitch

### Trama
Louis propone a Lestat di cacciare solo il peggio dell'umanità. Lestat partecipa all'esperimento, ma Louis ha ancora scrupoli che lo spingono invece a nutrirsi di animali. Louis si sente minacciato quando Lestat prende una cantante blues, Antoinette, come amante, quindi Louis fa sesso con Jonah, un amico d'infanzia in città in licenza. Louis scopre di non essere il benvenuto a casa della sua famiglia, poiché sua madre Florence vede quello che è. L'assessore Fenrick prende di mira l'Azalea Hall come parte di una spinta degli imprenditori bianchi per costringere Louis e altri proprietari neri a lasciare Storyville e rilevare le loro proprietà. Questa è l'ultima goccia per Louis, e la sera stessa si introduce in casa dell'assessore Fenwick e lo uccide   per poi esporre il suo cadavere mutilato in pubblico. I cittadini bianchi reagiscono con il fuoco e la distruzione. Uno scoraggiato Louis sente i pensieri di una giovane ragazza in una pensione in fiamme e si precipita a salvarla.

## ...The Ruthless Pursuit of Blood with All a Child's Demanding
- Titolo originale: ...The Ruthless Pursuit of Blood with All a Child's Demanding
- Diretto da: Keith Powell
- Scritto da: Eleanor Burgess

### Trama
Nel presente, Daniel legge i diari di Claudia.
La ragazza che Louis ha percepito viene salvata dall'incendio ma il suo corpo è orribilmente ustionato. Louis convince Lestat a trasformarla in un vampiro piuttosto che lasciarla morire. Claudia riceve un corso accelerato di vampirismo e fa la sua prima uccisione, ma dimostra di essere impulsiva. Poiché i pensieri di un vampiro non possono essere letti da colui che li ha creati, Louis e Claudia hanno un legame speciale a parte Lestat. La madre di Louis muore e sua sorella Grace lo vuole fuori dalla vita della sua famiglia. Nel corso del tempo, Claudia diventa frustrata per essere un'adulta nel corpo di un'adolescente e prova a fingersi una giovane donna. Si innamora di un ragazzo di nome Charlie, ma nella sua eccitazione lo uccide accidentalmente. Lestat le fa guardare il corpo di Charlie bruciare.

## A Vile Hunger for Your Hammering Heart
- Titolo originale: A Vile Hunger for Your Hammering Heart
- Diretto da: Levan Akin
- Scritto da: Hannah Moscovitch

### Trama
Louis e Lestat scoprono che Claudia è stata segretamente coinvolta in una serie di omicidi di massa e ha scaricato con noncuranza i corpi in un'area appena sotto il livello del fiume. Arriva una grande tempesta e una moltitudine di cadaveri si riversa in superficie. La polizia arriva alla casa di città per una perquisizione di routine e quasi scopre le parti umane che Claudia ha raccolto nella sua stanza. Lamentandosi del fatto che Lestat e Louis abbiano l'un l'altro per amarsi, ammette di aver cercato di creare altri vampiri e un compagno per se, ma tutte le possibili trasformazioni si sono rivelate un fallimento. Claudia parte per luoghi sconosciuti e la relazione di Louis con Lestat non fa che peggiorare. Durante i suoi viaggi, Claudia incontra un altro vampiro di nome Bruce, che le fa qualcosa di cui Louis non discuterà con Daniel nel presente. Dopo sette anni di ricerche sulla tradizione dei vampiri, Claudia torna per portare via Louis con lei. Louis è tentato di accettare, ma Lestat s'infurierà per questo, reagendo attaccando selvaggiamente prima Claudia poi Louis. Dopo la colluttazione, e una lotta fino in cielo, farà sfracellare al suolo il povero Louis lasciandolo ricoperto di gravi ferite.

## Like Angels Put in Hell by God
- Titolo originale: Like Angels Put in Hell by God
- Diretto da: Levan Akin
- Scritto da: Coline Abert

### Trama
Dopo la loro "discussione" Lestat scompare per la vergogna e Claudia cura Louis per rimetterlo in salute. Un Lestat pieno di rimorso cerca di farsi perdonare e ricongiungersi con Louis, ma questi ignora le sue scuse e i suoi regali per un decennio. Ma Louis non può lasciare andare il suo legame con Lestat, e lui e Claudia considerano di permettere al loro creatore di tornare in una nuova versione della loro famiglia in cui Claudia è pari. Forniscono a Lestat un elenco di condizioni per il suo ritorno, ma alla fine non cambia nulla. Lestat racconta come da umano sia stato rapito dal vampiro Magnus, tenuto in una stanza piena di cadaveri che gli somigliavano, e alla fine trasformato in un vampiro, dopodiché Magnus si è immolato. Louis cerca di mediare la pace tra Lestat e Claudia, senza successo. Lestat proibisce a Claudia di lasciarli di nuovo, insistendo sul fatto che Louis ha bisogno di entrambi. Claudia decide che lei e Louis devono uccidere Lestat per liberarsi finalmente di lui, e Louis è d'accordo. Nel presente, Daniel sogna il suo primo incontro da giovane con Louis, e ricorda che anche Rashid, il giovane famiglio di Louis, era lì.

## The Thing Lay Still
- Titolo originale: The Thing Lay Still
- Diretto da: Alexis Ostrander
- Scritto da: Rolin Jones & Ben Philippe

### Trama
L'eccentricità e l'eternità dei vampiri hanno attirato maggiore attenzione, quindi Lestat decide che dovrebbero lasciare New Orleans. Claudia manipola Lestat facendogli lanciare un elaborato ballo del Mardi Gras prima che se ne vadano. Nel presente, Louis spiega a Daniel che ci sono diversi modi per "uccidere" un vampiro, tra cui la fame, la decapitazione, il fuoco e bere il sangue dei morti. Al ballo, i vampiri scelgono una manciata di ospiti da massacrare e prosciugare in seguito. Claudia dice a Louis che ha drogato uno di loro con laudenum e arsenico, che lo uccideranno ma lo manterranno caldo e apparentemente vivo. Mentre Lestat è pronto a bere dall'uomo contaminato, rivela che Antoinette, ora un vampiro, lo ha avvertito del loro piano. All'improvviso crolla e una trionfante Claudia spiega che sapeva che Antoinette la stava seguendo, e in realtà ha avvelenato Tom Anderson, da cui Lestat ha già bevuto. Louis taglia la gola di Lestat, e lui e Claudia lasciano il cadavere di Lestat in un baule per essere gettato nella discarica cittadina. Nel presente, Daniel accusa Louis di aver lasciato Lestat in un posto pieno di topi come mezzo per salvarlo. Louis rivela che Rashid è in realtà l'antico vampiro Armand e l'amore della sua vita.